# Theodhoros Nankyama
Theodhoros Nankyama (* 3. März 1924 in Tweyanze, Monde, Uganda; † 17. Januar 1997) war der erste afrikanische Erzbischof im Griechisch-Orthodoxen Patriarchat von Alexandria.
Er verließ seine Heimat Uganda im Alter von 15 Jahren, um eine theologische Ausbildung in Alexandria in Ägypten zu beginnen.